# Рогатка північна
Рогатка північна (Myoxocephalus scorpius) — вид скорпеноподібних риб родини Бабцеві (Cottidae).

## Поширення
Це демерсальна (придонна) риба, що поширена в узбережних водах на півночі Атлантики та прилеглих арктичних водах до Аляски та Сибіру.

## Опис
Риба сягає завдовжки до 60 см. Тіло плоске, плямисте, сіро-коричневого забарвлення, може бути темніше. Має великий рот та колючі зяброві кришки.

## Біологія
Мешкає на мулистому дні серед водоростей.